# Мадера (соус)

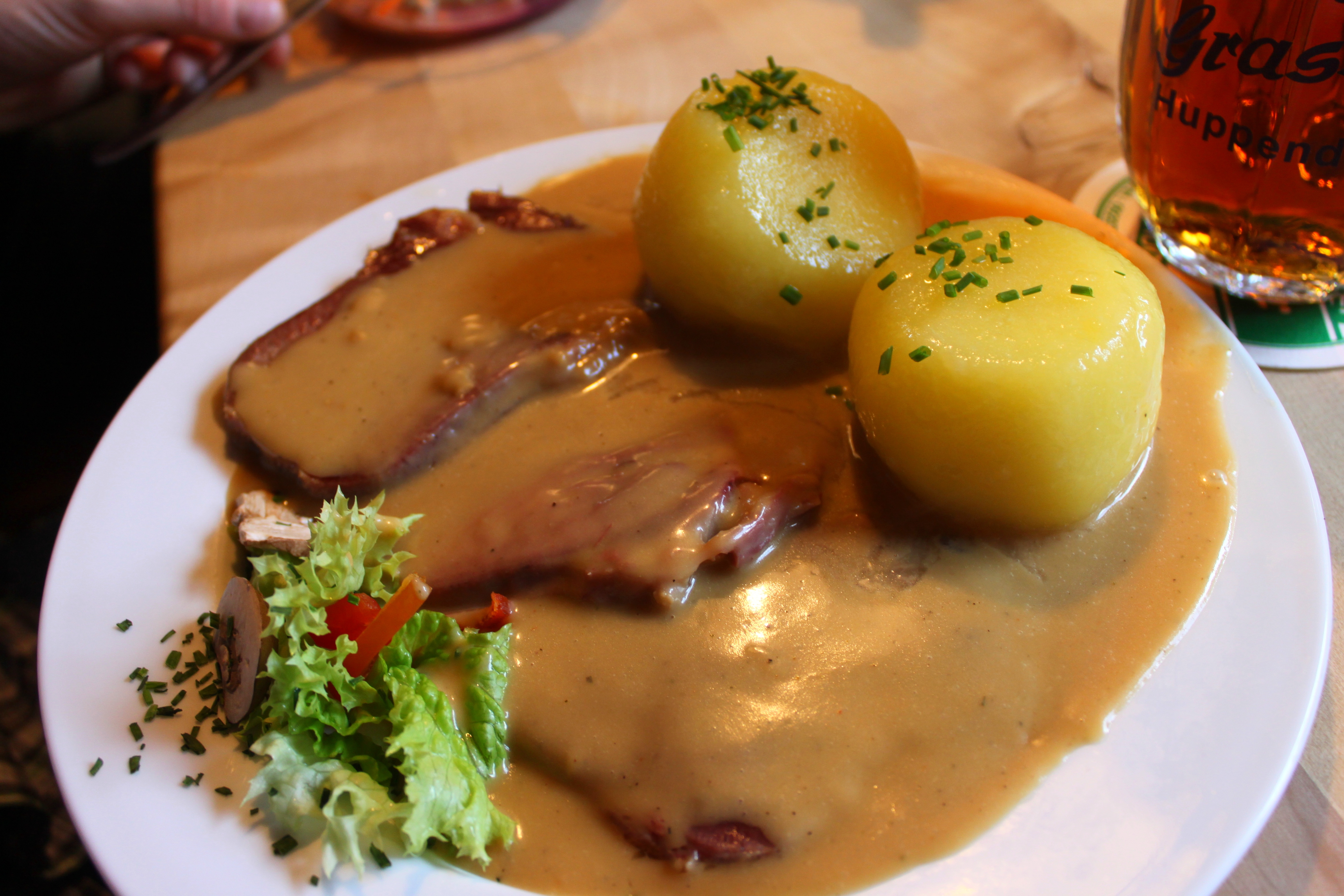
Яловичий язик під соусом мадера, сервірований з картопляними галушками

Маде́ра (фр. sauce madère) — червоний соус французької кухні, одним з інгредієнтів якого є вино мадера, популярний соус до печені. Соус підходить майже до всіх страв з м'яса, птиці, дичини та субпродуктів. У класичному рецепті мадеру готують з знежиреного м'ясного соку, що залишився від печені, в суміші з телячим бульйоном, який загущають марантовим крохмалем і в кінці приправляють мадерою, сіллю та перцем. У роздрібній торгівлі є напівфабрикат соусу мадера, який потрібно лише розігріти і змішати з м'ясним соком.
Соус мадера рекомендується до закусок: ракових шийок, відвареного язика і вареної шинки, а також до інших страв: лангету, відвареного язика, смаженого свинячого філе і біфштексу. 